# Contea di Essex (Virginia)
La contea di Essex (in inglese Essex County) è una contea dello Stato della Virginia, negli Stati Uniti. La popolazione al censimento del 2010 era di 11 151 Il capoluogo di contea è Tappahannock.
Questa contea venne fondata nel 1692 sottraendo alcuni territori dalla contea di Rappahannock.

## Società

### Evoluzione demografica
Con il censimento del 2010 sono stati conteggiati 11 151 residenti nella contea, con una densità di 15 abitanti per km². Di questi, il 57,96% era di pelle bianca, il 39,04% afroamericano, lo 0,55% nativo americano, lo 0,81% asiatico, lo 0,03% proveniva dalle isole del Pacifico, lo 0,32% apparteneva ad altre razze, l'1,28% erano meticci e lo 0,72% era di origine ispanica.
Il reddito procapite era di 17 994$ l'anno, con l'11,20% della popolazione che viveva al di sotto della soglia di povertà.

## Geografia fisica
La contea ha una superficie di 740 km² di cui il 9,84% è ricoperto d'acqua.

### Contee limitrofe
- Westmoreland a nord
- Richmond a nordest
- Middlesex a sudest
- King and Queen a sud
- Caroline a ovest
- King George a nordovest

### Città e paesi della contea
| - Blandfield - Brays Fork - Bowler's Wharf - Butylo - Caret - Center Cross | - Champlain - Dunbrooke - Dunnsville - Hustle - Laneview - Loretto | - Miller's Tavern - Passing - Tappahannock - Supply - Wares Wharf |

### Aree protette
- Parco della Rappahannock River Valley